# Лепе, Марио
Уго́ Ма́рио Ле́пе Гаха́рдо (исп. Hugo Mario Lepe Gajardo; 14 апреля 1940 или 8 мая 1934, Сантьяго — 4 июля 1991, Сантьяго) — чилийский футболист, игравший на позиции защитника. Бронзовый призёр чемпионата мира (1962).

## Биография

### Клубная карьера
Лепе начал карьеру игрока в клубе «Универсидад де Чили», в составе которого играл в течение двух сезонов, выиграв в 1959 году чемпионский титул с этой командой. В 1960 году Лепе стал игроком клуба «Сантьяго Морнинг», в котором играл три сезона, сыграв в чемпионате 83 матча.
В 1963 году Лепе перешёл в «Коло-Коло», за который играл в течение пяти сезонов и выиграл чемпионский титул 1963 года. В этом же клубе Лепе завершил карьеру игрока и сосредоточился на работе спортивного функционера.

### Карьера в сборной
В составе сборной Чили принимал участие на чемпионате мира 1962 года, но на турнире не сыграл ни в одном из матчей. Всего за сборную Венгрии сыграл один товарищеский матч со сборной Венгрии, который сборная Чили выиграла со счётом 5:1.

### Смерть
Скончался 4 июля 1991 года в Сантьяго после продолжительного заболевания нервной системы.

## Достижения
«Универсидад де Чили»
- Чемпион Чили (1): 1959

«Коло-Коло»
- Чемпион Чили (1): 1963